# Roslavl'skij rajon
Il Roslavl'skij rajon (in russo Рославльский район?) è un rajon dell'Oblast' di Smolensk, nella Russia europea; il capoluogo è Roslavl'. Istituito nel 1929, ricopre una superficie di 3.000 chilometri quadrati e nel 2010 ospitava una popolazione di circa 75.000 abitanti.